# Ocotea viridiflora
Ocotea viridiflora är en lagerväxtart som beskrevs av Cyrus Longworth Lundell. Ocotea viridiflora ingår i släktet Ocotea och familjen lagerväxter. Inga underarter finns listade i Catalogue of Life.